# Axel Friedrich von Howen

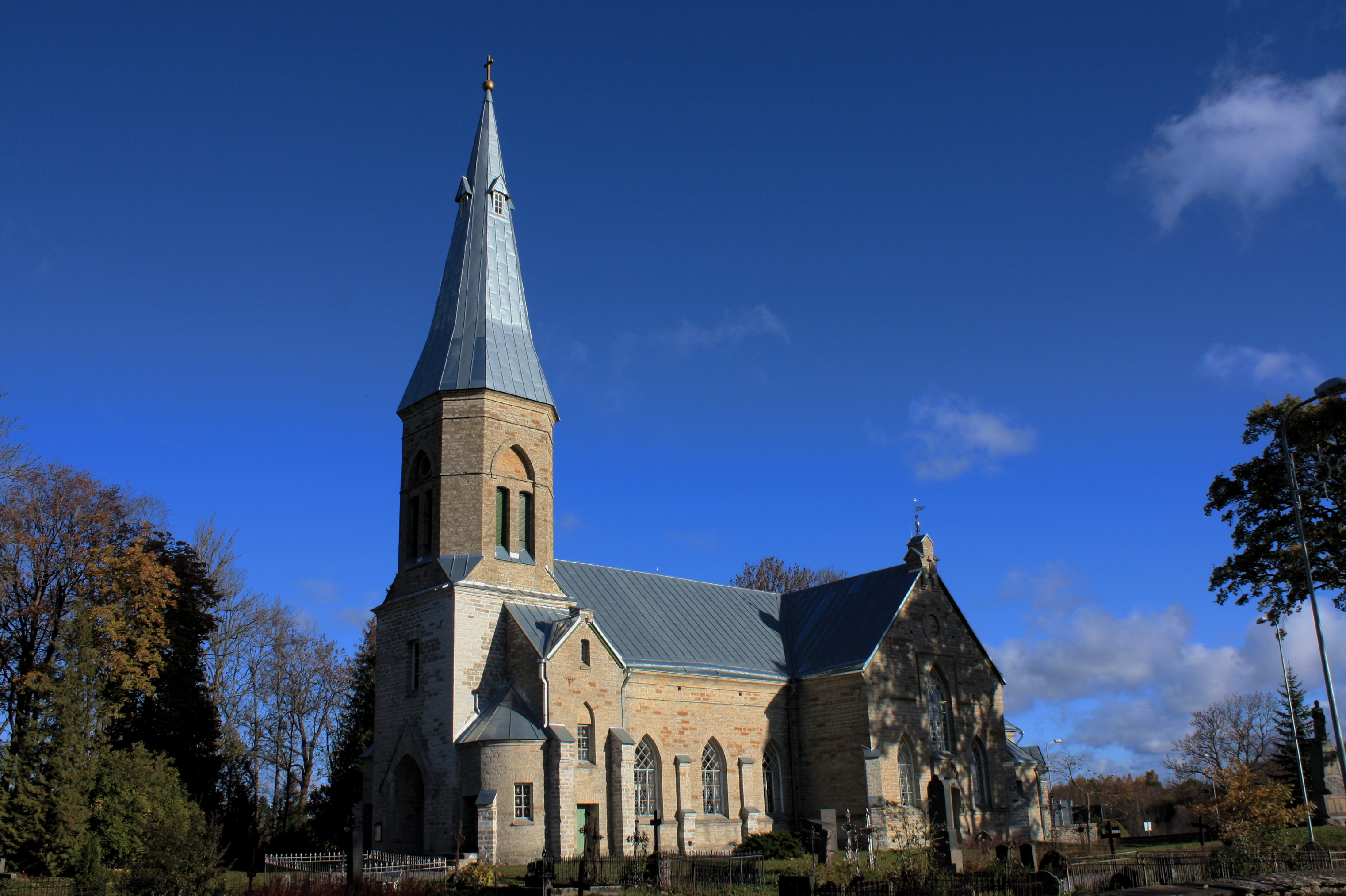
Kirche in Jüri

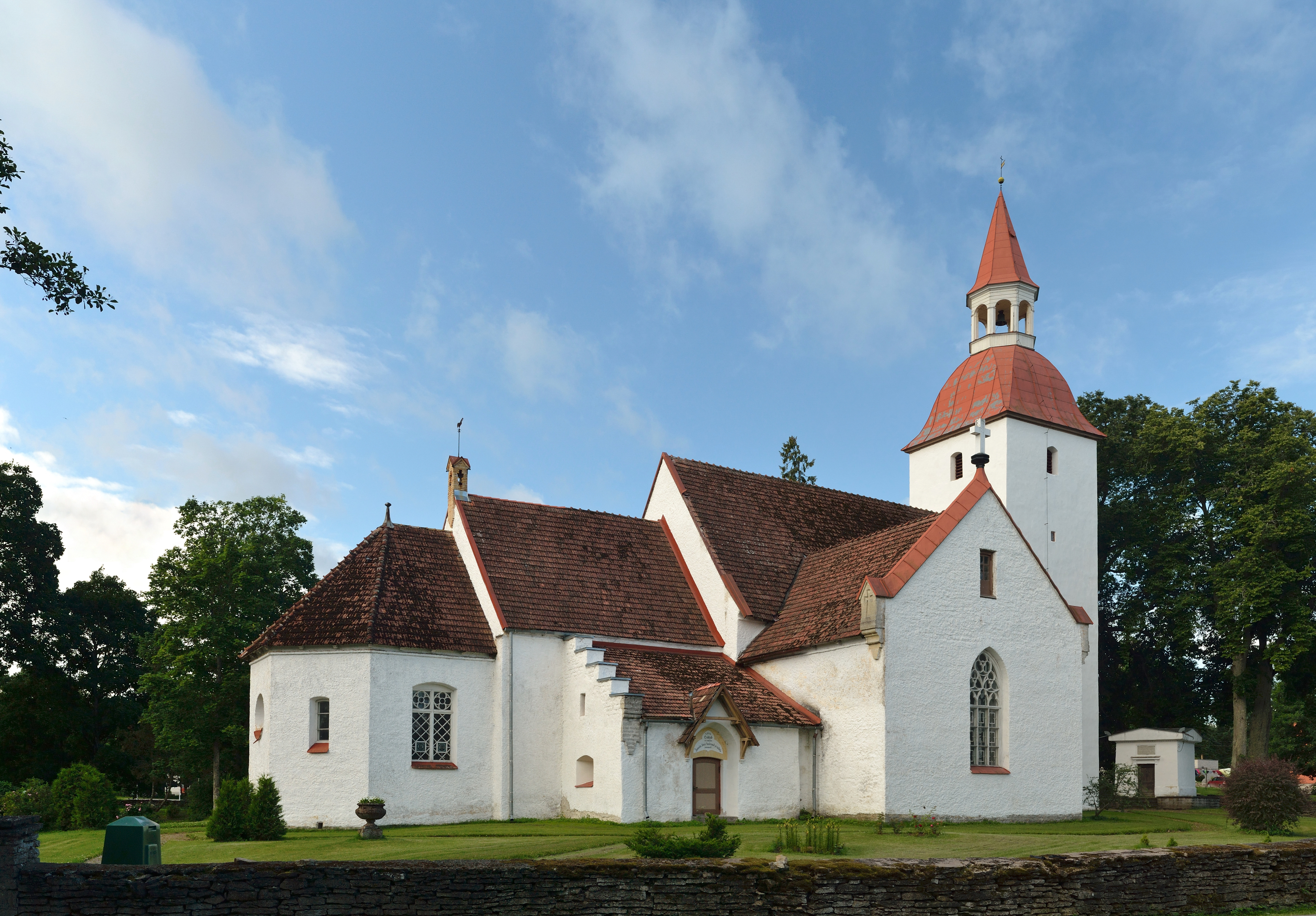
Die Laurentiuskirche in Kuusalu

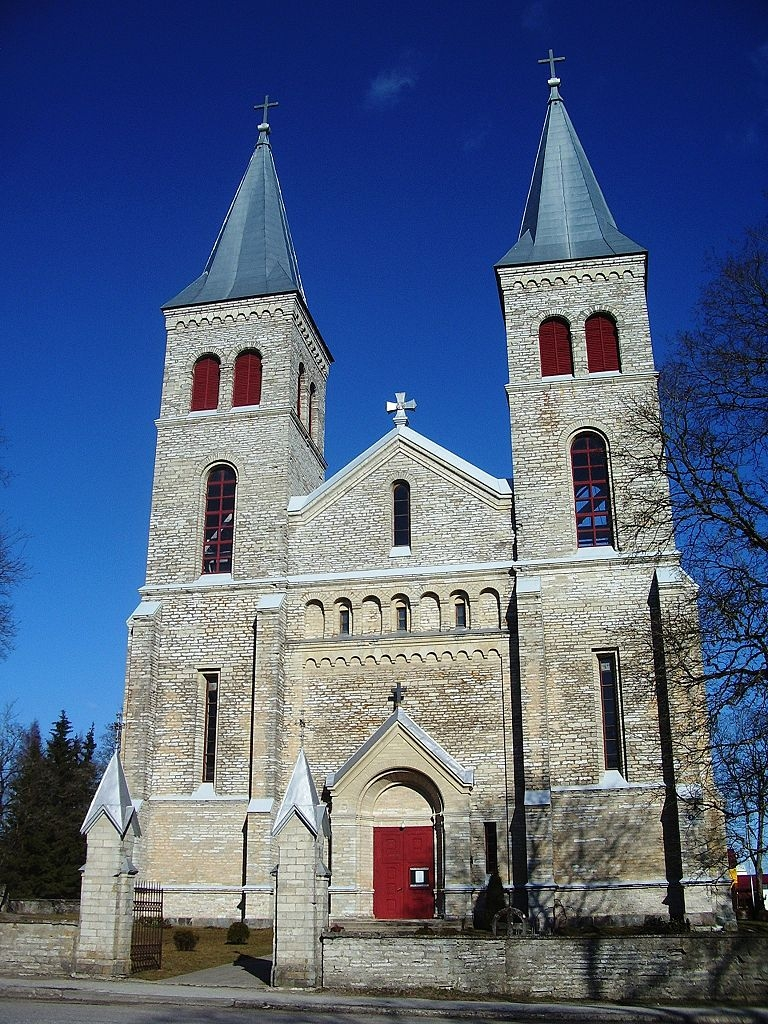
Kirche in Rapla

Axel Friedrich von Howen (* 10. August 1845 in Reval; † 1911 ebenda) war ein deutsch-baltischer Bauingenieur und Architekt.

## Leben
Axel Friedrich von Howen begann zum Wintersemester 1865 am Polytechnikum Karlsruhe das Studium des Bauingenieurwesens. Zu Beginn des Studiums wurde er Mitglied der Baltica Karlsruhe. Nach Abschluss des Studiums als Bauingenieur im Juli 1869 war von Howen als Ingenieur beim Bau einer Eisenbahn in Deutschland, von 1870 bis 1873 beim Bau der südrussischen Bahnen des Barons C. von Ungern-Sternberg und von 1874 bis 1875 beim Bau der Baltischen Bahn tätig. Von 1876 bis 1880 war er Distanceingenieur bei der Dorpat-Tapser Bahn. Nach Ablegen des Examens zur Berechtigung von Arbeitsausführungen beim Minister des Inneren in Petersburg lebte er von 1880 in Reval als Architekt, Stadtrat und Hausbesitzer.
Mehrere Vorträge, die er als Conservator des Ehstländischen Provinz-Museums gehalten hat, sind als Sonderdrucke erhalten.
Sein Vater Carl Friedrich Howenn (sic!) (1816–1855) war Adoptivsohn von Alexander Friedrich Baron von der Howen (1777–1859).

## Literatur

Sonderdruck der Revaler Zeitung

## Bauwerke
- Kirche in Jüri, 1885[1]
- Umbau der Kirche in Kuusalu, 1890
- Kirche in Iisaku, 1896
- Kirche in Rapla, 1901